# La diottrica

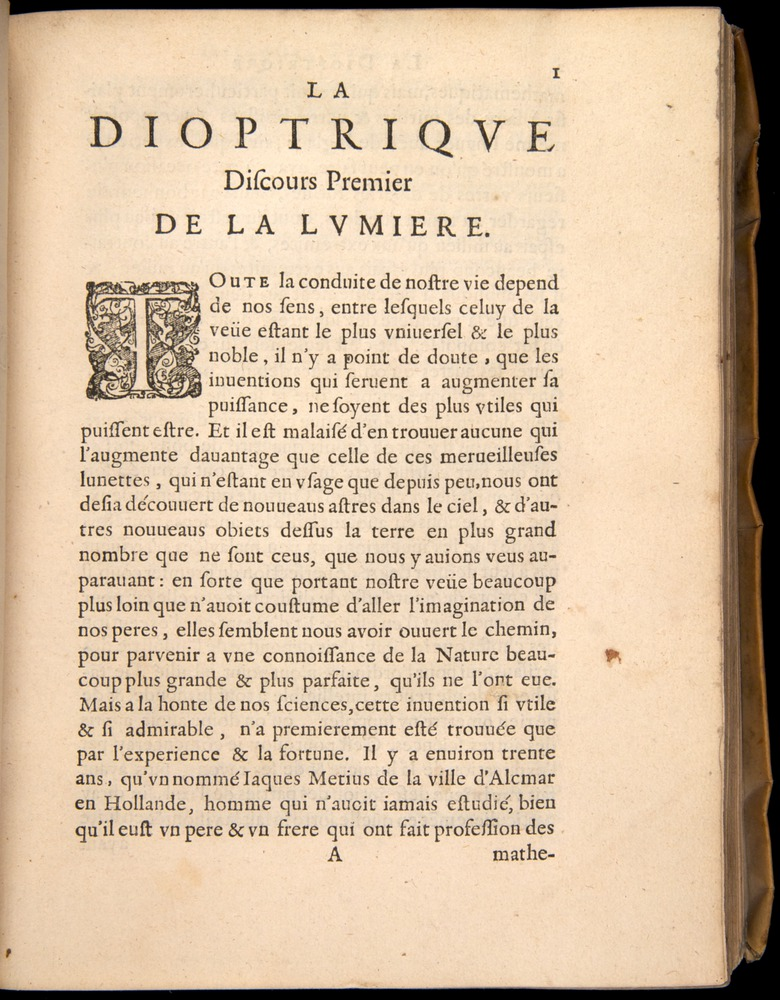
Prima pagina de "La dioptrique" di René Descartes

La diottrica (La dioptrique) è un'opera scientifica scritta dal filosofo e matematico francese René Descartes, conosciuto come Cartesio.
Fu pubblicata nel 1637 con Il discorso sul metodo (Le Discours de la méthode), Le Meteore (Les Météores) e La Geometria (La Géométrie), come esemplificazione del metodo illustrato nella prima opera. È composta da dieci capitoli, in forma di trattato, incentrati sullo studio dei fenomeni dell'ottica, quali la rifrazione e la diffrazione. In questo compendio l'autore sviluppa inoltre l'idea originale di Leonardo da Vinci sulla possibile creazione di lenti a diretto contatto della cornea, le odierne lenti a contatto. Gli sviluppi futuri delle conoscenze sulla natura della luce renderanno le teorie affrontate da Cartesio in questo libro superate.